# Trygve Lie

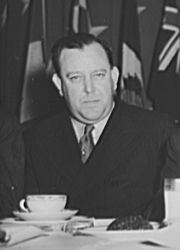
Trygve Lie

Trygve Halvdan Lie (16 iulie, 1896 – 30 decembrie, 1968) a fost un politician norvegian. Între 1946 și 1952 a ocupat postul de Secretar General al Națiunilor Unite, fiind primul secretar general ales. 
A studiat dreptul la Universitatea din Oslo, și a fost membru al Partidului Muncitoresc din Norvegia. A fost ales în parlament în 1922 iar din 1935 a ocupat diferite posturi ministeriale. Inițial, a fost un admirator al Revoluției din Octombrie și i-a permis lui Lev Troțki să se stabilească în Norvegia. În 1940, când Norvegia a fost ocupată de trupele Germaniei Naziste, Trygve Lie a ordonat vaselor norvegiene să navigheze către porturile aliaților iar ulterior a ocupat postul de Ministru al Afacerilor Externe al guvernului norvegian în exil. 
A fost ales în postul de Secretar General în urma unui compromis între marile puteri, iar în calitate de șef al organizației a obținut terenurile pe care se află actualul sediu ONU. A susținut înființarea Israelului și a Indoneziei și retragerea trupelor sovietice din Iran. Și-a atras antipatia Uniunii Sovietice susținând Coreea de Sud când aceasta a fost invadată în 1951. S-a opus intrării Spaniei în organizație datorită opoziției față de Franco.
În ciuda opoziției Uniunii Sovietice, în 1950, adunarea generală a ONU i-a prelungit mandatul, în urma impasului în care se afla Consiliul de Securitate: Statele Unite nu susțineau nici o altă candidatură cu excepția celei lui Lie iar URSS își folosea dreptul de veto asupra candidaturii acestuia. La data de 10 noiembrie 1952 a demisionat din funcție, în urma acuzațiilor din partea unui senator american, de favorizare a americanilor "neloiali" pentru posturile din cadrul organizației. 
După părăsirea postului a ocupat diverse posturi în Norvegia și a decedat în urma unui atac de cord la vârsta de 72 ani.